# Сермино
Сермино — деревня в Орехово-Зуевском муниципальном районе Московской области. Входит в состав сельского поселения Демиховское. Население — 15 чел. (2010).

## География
Деревня Сермино расположена в северной части Орехово-Зуевского района, примерно в 4 км к западу от города Орехово-Зуево. Высота над уровнем моря 125 м. Рядом с деревней протекает река Вырка. К деревне приписаны СНТ Виктория и Шанс. Ближайший населённый пункт — деревня Фёдорово, Нестерово и Демихово.

## История
В 1926 году деревня являлась центром Сермино-Нестеровского сельсовета Федоровской волости Орехово-Зуевского уезда Московской губернии.
С 1929 года — населённый пункт в составе Орехово-Зуевского района Орехово-Зуевского округа Московской области, с 1930-го, в связи с упразднением округа, — в составе Орехово-Зуевского района Московской области.
До муниципальной реформы 2006 года Сермино входило в состав Демиховского сельского округа Орехово-Зуевского района.

## Население
В 1926 году в деревне проживало 200 человек (81 мужчина, 119 женщин), насчитывалось 36 хозяйств, из которых 33 было крестьянских. По переписи 2002 года — 7 человек (4 мужчины, 3 женщины).
| 1926 | 2002 | 2006 | 2010 |
| ---- | ---- | ---- | ---- |
| 200  | ↘7   | ↗14  | ↗15  |